# 长崎雀鲷
长崎雀鲷（学名：Pomacentrus nagasakiensis）为輻鰭魚綱鱸形目雀鲷科雀鲷属的鱼类。分布于印度西太平洋區，從斯里蘭卡至萬那杜，北至台湾岛、日本南部，南至澳洲西北部、新喀里多尼亞等海域，该物种的模式产地在日本。深度3至35公尺，本魚體呈橢圓形且側扁，吻短圓鈍，體被櫛鱗，體呈淡灰色至暗灰色或暗褐色，頭部具許多藍紋及藍點，胸鰭基部有一黑斑，尾鰭白色至淡灰褐色，背鰭硬棘13枚、背鰭軟條15-16枚、臀鰭硬棘2枚、臀鰭軟條15-16枚，體長可達11公分，棲息在沙底質的潟湖及臨海礁坡，成小群活動，以浮游生物為食，繁殖期時會成對出現，雄魚會守護魚卵直到孵化，可做為觀賞魚。